# Hymenomima nivacaria
Hymenomima nivacaria är en fjärilsart som beskrevs av Jones 1921. Hymenomima nivacaria ingår i släktet Hymenomima och familjen mätare. Inga underarter finns listade i Catalogue of Life.